# 洛尔恩
洛尔恩（法語：Laulne）是法国芒什省的一个市镇，属于库唐塞区（Coutances）莱赛县（Lessay）。该市镇总面积9.06平方公里，2009年时的人口为157人。

## 人口
洛尔恩人口变化图示